# Powiat Iwanai
Powiat Iwanai (jap. 岩内郡 Iwanai-gun) – powiat w Japonii, w prefekturze Hokkaido, w podprefekturze Shiribeshi. W 2024 roku liczył 16 192 mieszkańców.

## Miejscowości
- Iwanai
- Kyōwa